# Gauliga Schlesien 1939/40

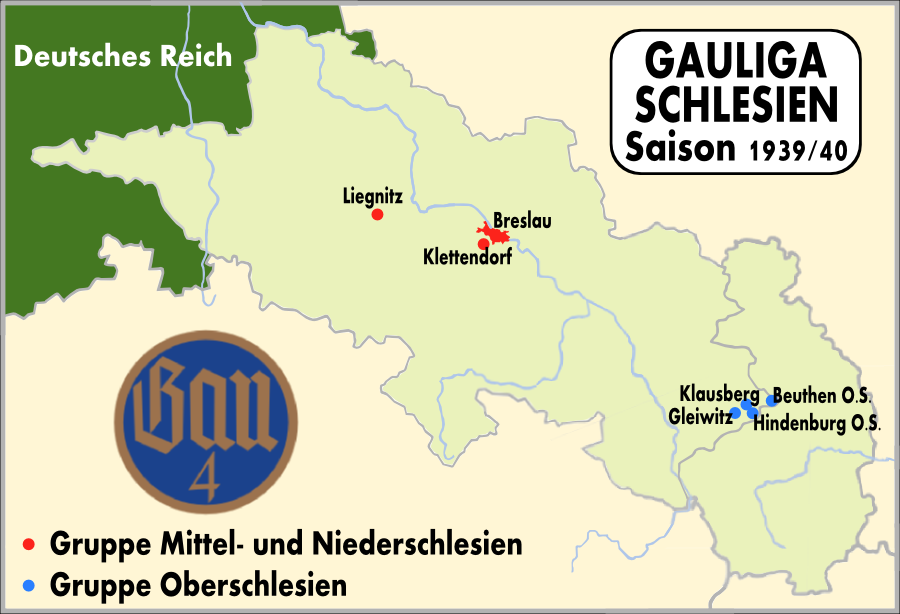
Spielorte der Gauliga Schlesien 1939/40.

Die Gauliga Schlesien 1939/40 war die siebte Spielzeit der Gauliga Schlesien des Fachamtes Fußball. Der Saisonbeginn zum 27. August 1939 wurde aufgrund der politischen Ereignisse abgesagt. Im Herbst fanden zuerst lokale Spielrunden statt, bis am 3. Dezember 1939 die Kriegsmeisterschaft mit 2 Gruppen offiziell startete. Die Gauliga wurde in Gauklasse ungenannt. In den beiden Gruppen "Mittel- und Niederschlesien" und "Oberschlesien" wurde im Rundenturnier mit Hin- und Rückspiel Bereichsmeister ausgespielt, die dann in zwei Finalpaarungen um die Gaumeisterschaft spielten. Zum fünften Mal sicherte sich die SpVgg Vorwärts-Rasensport Gleiwitz durch zwei Siege in den Finalspielen gegen den Breslauer FV 06 die Meisterschaft und qualifizierte sich somit für die deutsche Fußballmeisterschaft 1939/40. Bei dieser traf Gleiwitz in der Gruppenphase auf den SK Rapid Wien und auf die NSTG Graslitz und verpasste durch den zweiten Platz den Sprung in das Halbfinale. Da in der nächsten Saison wieder in einer Gruppe gespielt wurde, stiegen jeweils die Hälfte der Mannschaften aus jeder der beiden Gruppen ab. Kriegsbedingt kam es außerdem zu Rückzügen zweier Mannschaften.

## Gruppe Mittel- und Niederschlesien

### Abschlusstabelle
| Pl. | Verein              | Sp. | S | U | N | Tore    | Quote | Punkte |
| --- | ------------------- | --- | - | - | - | ------- | ----- | ------ |
| 1.  | Breslauer FV 06     | 12  | 8 | 3 | 1 | 057:180 | 3,17  | 19:50  |
| 2.  | TuSpo Liegnitz A(N) | 12  | 8 | 1 | 3 | 043:290 | 1,48  | 17:70  |
| 3.  | SC Hertha Breslau   | 12  | 6 | 3 | 3 | 026:220 | 1,18  | 15:90  |
| 4.  | Breslauer SpVg 02   | 12  | 4 | 4 | 4 | 023:220 | 1,05  | 12:12  |
| 5.  | SV 33 Klettendorf   | 12  | 5 | 1 | 6 | 033:370 | 0,89  | 11:13  |
| 6.  | 1. FC Breslau       | 12  | 2 | 2 | 8 | 018:470 | 0,38  | 06:18  |
| 7.  | VfB Breslau (N)     | 12  | 1 | 2 | 9 | 020:450 | 0,44  | 04:20  |
| 8.  | STC Görlitz B (N)   | 0   | 0 | 0 | 0 | 000:000 | 1,00  | 0:0    |

| (N) | Aufsteiger aus der Bezirksliga |

### Kreuztabelle
Die Kreuztabelle stellt die Ergebnisse aller Spiele der Gruppe Nieder- und Mittelschlesien dieser Saison dar. Die Heimmannschaft ist in der linken Spalte, die Gastmannschaft in der oberen Zeile aufgelistet.
| 1938/39           | Breslauer FV 06 | TuSpo Liegnitz | SC Hertha Breslau | Breslauer SpVg 02 | SV 33 Klettendorf | 1. FC Breslau | VfB Breslau | STC Görlitz |
| ----------------- | --------------- | -------------- | ----------------- | ----------------- | ----------------- | ------------- | ----------- | ----------- |
| Breslauer FV 06   |                 | 7:1            | 4:0               | 2:2               | 11:4              | 3:0           | 3:0         | -:-         |
| TuSpo Liegnitz    | 2:1             |                | 7:3               | 1:1               | 4:2               | 5:1           | 6:3         | -:-         |
| SC Hertha Breslau | 1:1             | 1:2            |                   | 1:0               | 2:0               | 3:3           | 4:1         | -:-         |
| Breslauer SpVg 02 | 2:5             | 2:1            | 1:2               |                   | 3:2               | 1:1           | 5:2         | -:-         |
| SV 33 Klettendorf | 3:3             | 5:3            | 1:4               | 0:3               |                   | 4:1           | 3:1         | -:-         |
| 1. FC Breslau     | 0:11            | 2:7            | 1:4               | 3:1               | 0:4               |               | 6:1         | -:-         |
| VfB Breslau       | 3:6             | 1:4            | 1:1               | 2:2               | 2:5               | 3:0           |             | -:-         |
| STC Görlitz       | -:-             | -:-            | -:-               | -:-               | -:-               | -:-           | -:-         |             |

## Gruppe Oberschlesien

### Abschlusstabelle
| Pl. | Verein                                 | Sp. | S | U | N | Tore    | Quote | Punkte |
| --- | -------------------------------------- | --- | - | - | - | ------- | ----- | ------ |
| 1.  | SpVgg Vorwärts-Rasensport Gleiwitz (M) | 8   | 7 | 0 | 1 | 038:900 | 4,22  | 14:20  |
| 2.  | SC Preußen Hindenburg                  | 8   | 6 | 0 | 2 | 030:800 | 3,75  | 12:40  |
| 3.  | Beuthener SuSV 09 (N)                  | 8   | 4 | 0 | 4 | 028:220 | 1,27  | 08:80  |
| 4.  | Sportfreunde Klausberg                 | 8   | 2 | 0 | 6 | 011:450 | 0,24  | 04:12  |
| 5.  | Reichsbahn SG Gleiwitz                 | 8   | 1 | 0 | 7 | 013:360 | 0,36  | 02:14  |
| 6.  | SpVgg Ratibor 03 A                     | 0   | 0 | 0 | 0 | 000:000 | 1,00  | 0:0    |

| (M) | Titelverteidiger               |
| (N) | Aufsteiger aus der Bezirksliga |

### Kreuztabelle
Die Kreuztabelle stellt die Ergebnisse aller Spiele der Gruppe Oberschlesien dieser Saison dar. Die Heimmannschaft ist in der linken Spalte, die Gastmannschaft in der oberen Zeile aufgelistet.
| 1938/39                            | SpVgg Vorwärts-Rasensport Gleiwitz | SC Preußen Hindenburg | Beuthener SuSV 09 | Sportfreunde Klausberg | Reichsbahn SG Gleiwitz | SpVgg Ratibor 03 |
| ---------------------------------- | ---------------------------------- | --------------------- | ----------------- | ---------------------- | ---------------------- | ---------------- |
| SpVgg Vorwärts-Rasensport Gleiwitz |                                    | 3:2                   | 7:1               | 5:1                    | 7:0                    | -:-              |
| SC Preußen Hindenburg              | 1:2                                |                       | 3:0               | 7:1                    | 8:0                    | -:-              |
| Beuthener SuSV 09                  | 3:0                                | 2:4                   |                   | 12:1                   | +0:0 A                 | -:-              |
| Sportfreunde Klausberg             | 1:10                               | 0:2                   | 2:1               |                        | 5:2                    | -:-              |
| Reichsbahn SG Gleiwitz             | 0:4                                | 0:3                   | 5:9               | 6:0                    |                        | -:-              |
| SpVgg Ratibor 03                   | -:-                                | -:-                   | -:-               | -:-                    | -:-                    |                  |

## Gaumeisterschaftsfinale
Im Finale der Gaumeisterschaft trafen der Sieger aus Nieder-/Mittelschlesien, Breslauer FV 06, auf den Sieger der Gruppe Oberschlesien, SpVgg Vorwärts-Rasensport Gleiwitz. Das Hinspiel fand am 24. März 1940 in Breslau, das Rückspiel fand am 31. März 1940 in Gleiwitz statt.
|                                                             | Gesamt |                                                                  | Hinspiel  | Rückspiel |
| ----------------------------------------------------------- | ------ | ---------------------------------------------------------------- | --------- | --------- |
| Breslauer FV 06 (Sieger Gruppe Nieder- und Mittelschlesien) | 03:14  | SpVgg Vorwärts-Rasensport Gleiwitz (Sieger Gruppe Oberschlesien) | 2:5 (2:3) | 1:9 (0:4) |

## Aufstiegsrunde
Qualifiziert für die Aufstiegsrunde waren die Meister der drei Bezirksligen Niederschlesien, Mittelschlesien und Oberschlesien, welche im Rundenturnier mit Hin- und Rückspiel gegeneinander antraten. Die beiden besten Mannschaften stiegen zur kommenden Saison in die Gauliga auf.

### Abschlusstabelle
| Pl. | Verein                                                    | Sp. | S | U | N | Tore    | Quote | Punkte |
| --- | --------------------------------------------------------- | --- | - | - | - | ------- | ----- | ------ |
| 1.  | SC Vorwärts Breslau (Meister Bezirksliga Mittelschlesien) | 4   | 2 | 0 | 2 | 011:500 | 2,20  | 04:40  |
| 2.  | VfB Liegnitz (Meister Bezirksliga Niederschlesien)        | 4   | 2 | 0 | 2 | 011:800 | 1,38  | 04:40  |
| 3.  | SV Schomberg (Meister Bezirksliga Oberschlesien)          | 4   | 2 | 0 | 2 | 005:140 | 0,36  | 04:40  |

### Kreuztabelle
| 1938/39             | SC Vorwärts Breslau | VfB Liegnitz | SV Schomberg |
| ------------------- | ------------------- | ------------ | ------------ |
| SC Vorwärts Breslau |                     | 5:0          | 4:1          |
| VfB Liegnitz        | 2:1                 |              | 8:0          |
| SV Schomberg        | 2:1                 | 2:1          |              |

## Bezirk 13
Die durch den Überfall auf Polen völkerrechtswidrig annektierten Gebiete Oberschlesiens wurden als Bezirk 13 in den Gau Schlesien zweckentfremdet. Ab dem 3. März 1940 wurden in 5 Staffeln Meisterschaftsspiele ausgespielt. Die besten 12 Vereine spielten eine Entscheidungsrunde aus. Diese wurde jedoch nicht zu Ende gespielt und der 1. FC Kattowitz wurde als Aufsteiger in die Gauliga bestimmt.

### Relegationsrunde Oberschlesien
Die beiden beim Abbruch der Entscheidungsrunde führenden Vereine des Bezirks 13, FV Germania Königshütte und TuS Schwientochlowitz, durften in einer Relegationsrunde gegen den Viert- und Fünftplatzierten der Gruppe Oberschlesien um die Teilnahme an der nächstjährigen Gauliga spielen. In der vorzeitig abgebrochenen Runde setzten sich beide Neulinge durch und stiegen demnach ebenfalls zur nächsten Saison in die Gauliga auf.
| Pl. | Verein                  | Sp. | S | U | N | Tore    | Quote | Punkte |
| --- | ----------------------- | --- | - | - | - | ------- | ----- | ------ |
| 1.  | FV Germania Königshütte | 3   | 2 | 0 | 1 | 009:300 | 3,00  | 04:20  |
| 2.  | TuS Schwientochlowitz   | 3   | 2 | 0 | 1 | 008:600 | 1,33  | 04:20  |
| 3.  | Reichsbahn SG Gleiwitz  | 4   | 1 | 1 | 2 | 014:130 | 1,08  | 03:50  |
| 3.  | Sportfreunde Klausberg  | 4   | 1 | 1 | 2 | 005:140 | 0,36  | 03:50  |